# 鈴木虎一
鈴木 虎一（すずき とらいち、1864年4月13日（元治元年3月8日） - 没年不明）は、大正時代の日本の資産家。

## 生涯
福井藩士・鈴木魯の子として越前国に生まれる。
1877年（明治10年）1月に家督を相続した。翌1878年1月に父が死去する。当時、鈴木家は本家と分家の二筋に分かれていたが、同じく元福井藩士の鈴木凖道の長女を妻に迎え、分家と本家を併合した。
1915年（大正4年）時点では、資産家として東京府東京市本郷区駒込西片町（現・東京都文京区西片）に居住していた。また、徳富蘇峰に書簡を出していた記録が残っている。
墓は駒込吉祥寺墓地。

## 著書
- 惲敬『大雲山房文鈔 鈴木魯鈔』鈴木虎一、1878年